# Синдром Ларона
Синдром Ларона (карликовість Ларона; гіпофізарна карликовість, тип II; дефект рецепторів СТГ) — спадкове захворювання, різновид карликовості. Обумовлене вродженим дефектом гена рецептора соматотропного гормону (СТГ), причиною якого є нечутливість до дії гормону росту. Резистентність до ІФР-1 виявлено у африканських пігмеїв.

## Історія
Нечутливість до дії гормону росту вперше описана у 1966 році ізраїльським вченим Цві Лароном і співавторами на основі спостережень, зібраних з 1958 року. Відтоді нечутливість до дії СТГ, що характеризується грубим порушенням процесів росту на тлі нормального рівня гормону росту в плазмі крові, називають синдромом Ларона.
Три перших пацієнти, у яких було діагностовано це захворювання, були членами однієї ізраїльської сім'ї вихідців з Ємену, після чого впродовж двох років було виявлено ще 19 випадків серед євреїв близькосхідного походження..

## Етіологія і патогенез

Карликовість Ларона успадковується за аутосомно-рецесивним типом.

Карликовість Ларона обумовлена дефектами рецептора гена СТГ, розташованого в клітинах печінки, або, рідше, дефектами самого гена СТГ. Навіть при підвищеному рівні гормону росту в плазмі крові його дія на клітини-мішені різко ослаблене.
У здорової людини гормон росту стимулює секрецію інсуліноподібного фактора росту 1 (ІФР 1), який зокрема стимулює ріст тканин. У карликів вміст ІФР знижено, що, як виявилося, є причиною того, що у людей з синдромом Ларона не розвиваються ракові пухлини. Проведені експерименти показали, що розриви ДНК в клітинах, які нерідко стають причиною розвитку пухлин, у карликів відбуваються значно рідше, а головне такі клітини здійснюють апоптоз (самознищення). Коли ж в кров карликів додали ІФР, то клітини стали в ній менше схильні до апоптозу.
Люди з синдромом Ларона не страждають діабетом, проте причина цього поки не до кінця зрозуміла.
Середній зріст чоловіків близько 130 см, жінок — 120 см.

## Клінічна картина
Пацієнти народжуються з нормальними або зменшеними розмірами тіла, дефіциту маси немає. З віком ступінь затримки росту наростає, прогресує надлишок маси тіла. Сисмптомами хвороби є «лялькове» лице, малий зріст, легке ожиріння, високий голос. Статевий розвиток затримано, відбувається спонтанно, пацієнти фертильні. Інтелектуальний розвитом проходить нормально. Характерні пізні терміни оссифікації скелета і прорізування зубів. Симптоми: пропорційна затримка росту, «лялькове» лице, гіперсоматотропінемія, резистентність до СТГ. Характерна дисоціація між високим рівнем СТГ і низькою концентрацією соматомединів. Введення гормону росту не викликає стимуляції росту.

## Діагностика
Зазвичай, спостерігається значне уповільнення швидкості росту і зниження рівнів СТГ-зв'язувального білка, ІФР-1 і ІФР-зв'язувального білка типу 3.
Лабораторно визначається значне підвищення рівня СТГ в плазмі крові.

## Лікування
Лікування препаратами гормону росту безрезультатне. Припускають, що для лікування можна використовувати ІФР-1.